# ألينتاون (جورجيا)
ألينتاون (بالإنجليزية: Allentown, Georgia)‏ هي بلدة تقع في مقاطعة ويلكينسون, مقاطعة تويغز, مقاطعة لورنز, مقاطعة بليكلي بولاية جورجيا في الولايات المتحدة. تبلغ مساحتها 8 (كم²)، وترتفع عن سطح البحر 131 م، بلغ عدد سكانها 169 نسمة في عام 2010 حسب إحصاء مكتب تعداد الولايات المتحدة وتصل الكثافة السكانية فيها 35.9 نسمة/كم2.

## التركيبة السكانية
حدّد مكتب تعداد الولايات المتحدة بيانات التركيبة السكانية لألينتاون في تعداد الولايات المتحدة. في ما يلي، التركيبة السكانية حسب تعدادي 2000 و2010.

### تعداد عام 2000
بلغ عدد سكان ألينتاون 287 نسمة بحسب تعداد عام 2000، وبلغ عدد الأسر 121 أسرة وعدد العائلات 73 عائلة مقيمة في المدينة. في حين سجلت الكثافة السكانية 24.1 نسمة لكل كيلومتر مربع (62.4/ميل2). وبلغ عدد الوحدات السكنية 129 وحدة بمتوسط كثافة قدره 10.8 لكل كيلومتر مربع (28.0/ميل2).
وتوزع التركيب العرقي للمدينة بنسبة 64.46% من البيض و35.19% من الأمريكيين الأفارقة و0.35% من عرقين مختلطين أو أكثر و0.70% من الهسبانيون أو اللاتينيون من أي عرق.
بلغ عدد الأسر 121 أسرة كانت نسبة 31.4% منها لديها أطفال تحت سن الثامنة عشر تعيش معهم، وبلغت نسبة الأزواج القاطنين مع بعضهم البعض 45.5% من أصل المجموع الكلي للأسر، ونسبة 9.9% من الأسر كان لديها معيلات من الإناث دون وجود شريك،  بينما كانت نسبة 5% من الأسر لديها معيلون من الذكور دون وجود شريكة وكانت نسبة 39.7% من غير العائلات. تألفت نسبة 35.5% من أصل جميع الأسر من عدة أفراد يعيشون في نفس المنزل ونسبة 23.1% كانت تتألف من شخص يعيش بمفرده يبلغ من العمر 65 عاماً أو أكثر. وبلغ متوسط حجم الأسرة المعيشية 2.37، أما متوسط حجم العائلات فبلغ 3.16.
بلغ العمر الوسطي للسكان 38.8 عاماً. وكانت نسبة 27.2% من القاطنين تحت سن الثامنة عشر، وكانت نسبة 4.5% بين الثامنة عشر والرابعة والعشرين عاماً، ونسبة 24.7% كانت واقعةً في الفئة العمرية ما بين الخامسة والعشرين والرابعة والأربعين عاماً، ونسبة 27.5% كانت ما بين الخامسة والأربعين والرابعة والستين، ونسبة 16% كانت ضمن فئة الخامسة والستين عاماً فما فوق. يوجد لكل 100 أنثى 84.0 ذكر، ويوجد لكل 100 أنثى في الثامنة عشر من عمرها فما فوق 75.6 ذكر.
بلغ متوسط دخل الأسرة في المدينة 31,500 دولارًا، أما متوسط دخل العائلة فبلغ 52,969 دولارًا. وكان متوسط دخل الذكور 41,875 دولارًا مقابل 26,250 دولارًا للإناث. وسجل دخل الفرد الخاص بالمدينة 16,475 دولارًا. وكانت نسبة 16.4% من العائلات ونسبة 19.5% من السكان تحت خط الفقر، وكان من هؤلاء نسبة 23.2% تحت سن الثامنة عشر ونسبة 30.2% في الخامسة والستين من العمر وما فوق.

### تعداد عام 2010
بلغ عدد سكان ألينتاون 169 نسمة بحسب تعداد عام 2010، وبلغ عدد الأسر 82 أسرة وعدد العائلات 53 عائلة مقيمة في المدينة. في حين سجلت الكثافة السكانية 14.2 نسمة لكل كيلومتر مربع (36.8/ميل2). وبلغ عدد الوحدات السكنية 105 وحدة بمتوسط كثافة قدره 8.8 لكل كيلومتر مربع (22.8/ميل2).
وتوزع التركيب العرقي للمدينة بنسبة 66.27% من البيض و28.99% من الأمريكيين الأفارقة و0.59% من الأعراق الأخرى و4.14% من عرقين مختلطين أو أكثر و2.96% من الهسبانيون أو اللاتينيون من أي عرق.
بلغ عدد الأسر 82 أسرة كانت نسبة 20.7% منها لديها أطفال تحت سن الثامنة عشر تعيش معهم، وبلغت نسبة الأزواج القاطنين مع بعضهم البعض 47.6% من أصل المجموع الكلي للأسر، ونسبة 13.4% من الأسر كان لديها معيلات من الإناث دون وجود شريك،  بينما كانت نسبة 3.7% من الأسر لديها معيلون من الذكور دون وجود شريكة وكانت نسبة 35.4% من غير العائلات. تألفت نسبة 32.9% من أصل جميع الأسر من عدة أفراد يعيشون في نفس المنزل ونسبة 20.7% كانت تتألف من شخص يعيش بمفرده يبلغ من العمر 65 عاماً أو أكثر. وبلغ متوسط حجم الأسرة المعيشية 2.06، أما متوسط حجم العائلات فبلغ 2.55.
بلغ العمر الوسطي للسكان 51.9 عاماً. وكانت نسبة 16% من القاطنين تحت سن الثامنة عشر، وكانت نسبة 5.3% بين الثامنة عشر والرابعة والعشرين عاماً، ونسبة 17.2% كانت واقعةً في الفئة العمرية ما بين الخامسة والعشرين والرابعة والأربعين عاماً، ونسبة 36.1% كانت ما بين الخامسة والأربعين والرابعة والستين، ونسبة 25.4% كانت ضمن فئة الخامسة والستين عاماً فما فوق. وتوزع التركيب الجنسي للسكان بنسبة 46.7% ذكور و53.3% إناث.

## وصلات خارجية
- The US50 - Cities and Towns in Georgia State
- Georgia Cities and Towns, Facts, Map, Flag, Colleges, Government, and More